# Leigo (cristianismo)
No Catolicismo, os leigos ou fiéis são aqueles que não são ordenados, isto é, que não receberam o sacramento da Ordem. Os leigos compõem a maior parte da Igreja e têm a missão de testemunhar e difundir o Evangelho, bem como uma vocação própria a de procurar o Reino de Deus, iluminando e ordenando as realidades temporais segundo Deus, correspondendo assim ao chamamento à santidade e ao apostolado, dirigido a todos os batizados. Mas, mesmo que não sejam clérigos, eles devem também participar das mais diversas formas no governo e administração das suas igrejas locais. Embora vulgarmente se tenha a noção de que um leigo é quem não entende muito de um assunto, isto não se verifica de forma generalizada na pratica, havendo muitos leigos que inclusive se capacitam para compor a igreja.
Antigamente relegado para um papel secundário pela hierarquia eclesiástica, os leigos hoje tornaram-se cada vez mais importantes e influentes no seio da vida eclesial porque, desde do Concílio do Vaticano II (1962-1965), eles gozam de igualdade em relação ao clero, em termos de dignidade, mas não de funções. Desde então, os leigos tornaram-se, como por exemplo, mais activos e dinâmicos na administração das igrejas, na angariação de fundos, na organização e participação de expressões de culto (sendo, como por exemplo, acólitos, leitores ou membros da cantoria) e de outras actividades paroquiais ou diocesanas, na catequese, no apostolado, na evangelização, na solidariedade social, entre outras áreas.
Atualmente, os leigos podem ser divididos em dois grupos: o dos católicos não praticantes, que tende ser cada vez maior nos países europeus e americanos; e o dos católicos praticantes. Mas esta classificação não está oficializada pela Igreja Católica.
Dentro do grupo dos leigos, existem também aqueles que, não sendo ordenados, são membros consagrados, que normalmente agrupam-se em institutos seculares ou até em ordens religiosas (ex: as comunidades católicas como a Shalom). Porém, na linguagem corrente e prática, este grupo de consagrados é excluído dos leigos.